# Nicodème l'Hagiorite
Saint Nicodème l'Hagiorite ou Nicodème de l'Athos, ou Nicodème de la Sainte Montagne (en grec Νικόδημος ὁ Ἁγιορείτης), né en 1749 et mort en 1809, est un moine du mont Athos, érudit, auteur spirituel orthodoxe  et grand rénovateur de la tradition hésychaste. Ce saint est fêté le 14 juillet.

## Éléments biographiques
Originaire de l'île grecque de Naxos et né sous le nom de Nikolaos Kallivroutsès (Νικόλαος Καλλιβρούτσης), il fit ses études à Smyrne, bénéficiant de la renaissance intellectuelle grecque de l’époque, et apprit, outre le grec, le latin, l'italien et le français, ce qui le mit au contact de la pensée occidentale. À Naxos, puis à Hydra, il rencontre des moines colyvades, qui, chassés de l’Athos en décadence, rénovent dans le monde grec la vie monastique et la pratique eucharistique. Il est ainsi initié à l’hésychasme. Il se lie au métropolite de Corinthe, Macaire, défenseur des colyvades et rénovateur de la tradition.
Le renouveau reflue sur l’Athos, où Nicodème devient moine en 1775 (de là vient son surnom d’« Hagiorite » : du grec Hagios Oron, la « Sainte Montagne », l'Athos). Il déploie alors une abondante activité intellectuelle, compulsant, éditant, traduisant les textes des Pères. Cependant, ce travail intense ne le distrait ni de la prière, ni de la vie d'Église. Au contraire, il enracine la vie spirituelle dans l’ensemble de la vie de l’Église, commentant les Écritures, recommandant la communion fréquente, la diction à haute voix des prières secrètes pendant la liturgie.
Nicodème a été canonisé, à la demande de la Grande Laure de l’Athos, par le patriarche Athénagoras Ier, en 1955.

## Publications
À partir de 1777, il collabore avec Macaire de Corinthe pour l’établissement de la Philocalie (ou Philocalie des Pères neptiques), dont il rédige les notices et qui paraît en grec à Venise en 1782. Il publie simultanément un recueil plus bref d’enseignements des Pères, l’Évergétinos, collabore à l’édition complète, en grec moderne, de Syméon le Nouveau Théologien, écrit une Vie de Grégoire Palamas et prépare, grâce aux manuscrits de l’Athos, une édition complète des œuvres de celui-ci, malheureusement détruite à Vienne où se faisait l’impression. Nicodème expose lui-même la tradition hésychaste dans son traité La Garde des cinq sens, de l’imagination, de l’esprit et du cœur. Enfin, il publie un recueil complet et commenté des canons de l'Église grecque orthodoxe, le Pidalion (c'est-à-dire le « gouvernail »).
Enfin, à une époque où on ne parle guère d'œcuménisme il connait les autres traditions chrétiennes et traduit (en les adaptant, sans toutefois préciser le nom de l'auteur) les Exercices spirituels d'Ignace de Loyola ainsi que le Combat spirituel de Laurent Scupoli.
Il est l'auteur d'une édition du Synaxaire largement traduite en français dans "Le Synaxaire, Vies des Saints de l'Église Orthodoxe", par le Hiéromoine Macaire de Simonas Pétra, 6 volumes, Mont Athos 2014.